# Kandi Technologies
Pour les articles homonymes, voir Kandi (homonymie).
 (août 2023).
Si vous disposez d'ouvrages ou d'articles de référence ou si vous connaissez des sites web de qualité traitant du thème abordé ici, merci de compléter l'article en donnant les références utiles à sa vérifiabilité et en les liant à la section « Notes et références ».
Le groupe Kandi Technologies est un fabricant chinois de batteries et de véhicules électriques, fondé par Hu Xiaoming en 2002 à Jinhua, Zhejiang. Il est coté sur le NASDAQ avec le symbole KNDI.